# Pomnik Wdzięczności Armii Czerwonej w Bobolicach
Pomnik Wdzięczności Armii Czerwonej w Bobolicach – obelisk wzniesiony w 1945 r. w Bobolicach dla uczczenia Armii Czerwonej.

## Historia
Pomnik został wzniesiony w 1945 r., zbudowali go żołnierze Armii Czerwonej. Pierwotnie znajdował się w sąsiedztwie czterech mogił czerwonoarmistów. W 1952 r. szczątki poległych zostały ekshumowane i przeniesione na cmentarz wojskowy żołnierzy Armii Czerwonej w Koszalinie.
Pomnik miał postać obelisku, który pierwotnie był zwieńczony pięcioramienną gwiazdą. Umieszczona była na nim tablica z napisem w języku rosyjskim o treści: „Вечная слава героям, павшим в боях за свободу и независимость нашей Родины” (Wieczna chwała bohaterom, którzy polegli w walkach za wolność i niepodległość naszej ojczyzny).
W 2022 roku został zlikwidowany jako symbol ustroju totalitarnego.